# Проценко, Александр Николаевич
Александр Николаевич Проценко (09.05.1930 — 2003) — российский учёный в области ядерной энергетики, доктор технических наук, участник и руководитель программ по разработке ядерных реакторов.
Защитил кандидатскую диссертацию в ИАЭ — Институте атомной энергии.
В январе-июне 1966 зам. директора ИАЭ по научной работе.
В 1966—1973 директор НИТИ (Сосновый Бор).
В 1973 создал и возглавил лабораторию газовой энергетики Курчатовского института. Затем работал там же директором отдела ядерных реакторов.
Профессор, доктор технических наук, лауреат премии Совета Министров СССР. Награждён орденом «Знак Почёта».
В 1986—1990 председатель Государственного комитета СССР по атомной энергии (Госатом СССР).
С 1991 начальник Отдела анализа рисков в Институте проблем безопасного развития атомной энергетики РАН.
Автор научно-популярных книг:
- Покорение атома. Атомиздат, 1964 — Всего страниц: 173
- Энергия будущего. Молодая гвардия, 1980 — Всего страниц: 219; 2-е изд. 1985 г.
- Энергетика сегодня и завтра. Молодая гвардия, 1987 — Всего страниц: 219 Тир. 100 000 экз.